# Compagnie Interface

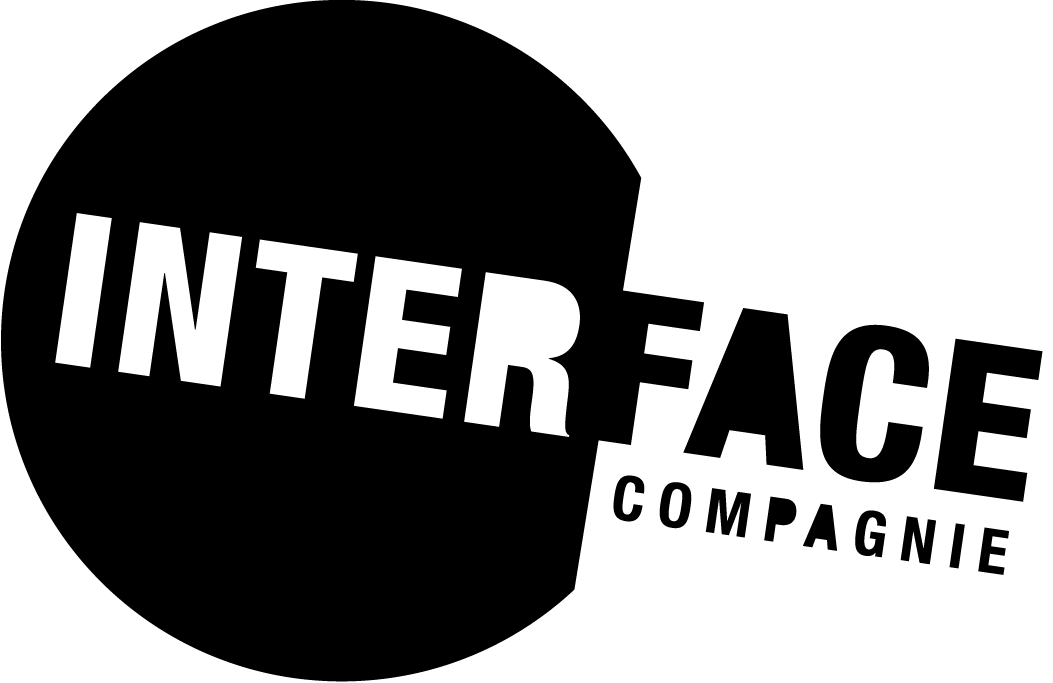
Compagnie Interface

La Compagnie Interface est une compagnie de théâtre et de danse suisse, fondée et basée à Sion. Elle est basée au Théâtre Interface Zone Sud.

## Historique
La Compagnie Interface est fondée à Sion en 1990 par Géraldine Lonfat et André Pignat : ce dernier est le compositeur et un metteur en scène de toutes les pièces de la compagnie, Géraldine Lonfat, elle,  est la chorégraphe de tous les spectacles de la Compagnie Interface. Francis Lalanne collabore également plusieurs années avec la compagnie à partir de 2015.
Dans une enquête parue dans la presse en janvier 2021, le quotidien Le Nouvelliste dévoile les témoignages d'anciens membres de la compagnie, qui dénoncent des cas allant de l'exploitation financière à l'agression sexuelle. Le fondateur, de son côté, conteste les accusations. Sous enquête, la compagnie perd finalement ses locaux en juin 2021. La justice classe le volet financier de l'affaire en janvier 2022.

### Teruel
Spectacle créé en 2003, à partir du texte de l'auteur Pierre Imhasly. Mélange de vidéo, de danse, et de théâtre, ce spectacle traite de corrida, du rapport sensuel entre l'homme et le taureau. Teruel a reçu le Prix du Public 2014 du Festival OFF d'Avignon.

### Pazzi
Spectacle créé en 2005, librement à partir de la vie de Marie-Madeleine de Pazzi. Afin de créer le spectacle, la Compagnie Interface a vécu comme dans un cloître, en se levant par exemple, à 4 heures et demie du matin[pertinence contestée]. En 2008 elle joue son spectacle Pazzi à Téhéran, au Fajr International Theater Festival (en), alors que la danse est interdite en Iran. Pazzi a également été notamment joué au Liban, et en Guyane.

### Kaos
Spectacle créé en 2008, avec Michel Le Royer, et Octavio de la Roza.

### Shabbath
Spectacle créé en 2009. Ce mélange d'opéra et de danse a pour thème le pouvoir.

### L'Oubli des Anges
Création 2013 de la Compagnie Interface. Le spectacle a été joué en arabe, français, chinois, hébreu, hindi et wolof, anglais, italien et allemand, avec notamment la comédienne Smadi Wolfman pour la version hébreux. Il est notamment joué du 13 au 18 avril 2015 à l'Espace Kiron à Paris.

### J'ai hâte d'aimer
Spectacle créé en 2014, avec Francis Lalanne qui a écrit les textes, et qui interprète également un des rôles.

### Traces
Spectacle créé en 2016, textes de Francis Lalanne.

### Vive la vie
Créé en 2017 avec pour chanteuse Johanna Rittiner Sermier[réf. souhaitée], ce spectacle traite de l'évolution des mentalités au XIXe siècle et « les transformations du mode de vie familial [...], avec l'arrivée [...] notamment de l'électricité. ». Il est notamment joué au Maroc, en Tunisie, à Shanghai, à Paris, en Roumanie et au Festival d'Avignon.
Il a reçu un prestigieux prix ITI, ainsi que le premier prix au Festival International de Théâtre Libéral de Amman en Jordanie, et le prix de la meilleure performance féminine.

## Créations
Le Mythe de l'Homme
- Teruel (2003)
- Pazzi (2005)
- Kaos (2008)
- Shabbath (2009)

Les Âges de Vie
- L'Oubli des Anges (2013)
- J'ai hâte d'aimer (2015)
- Traces (2016)
- Vive la Vie (2017)
- Noces de Joie (2020)

Vidéo
- La Respiration du Bois (2008)
- Le Souffle de la Montagne (2013)[15]